# Colla Piana
La Colla Piana (o Collapiana, Colle Plane in francese) è un valico alpino delle Alpi liguri alla quota di 2219 m s.l.m..

## Toponimo

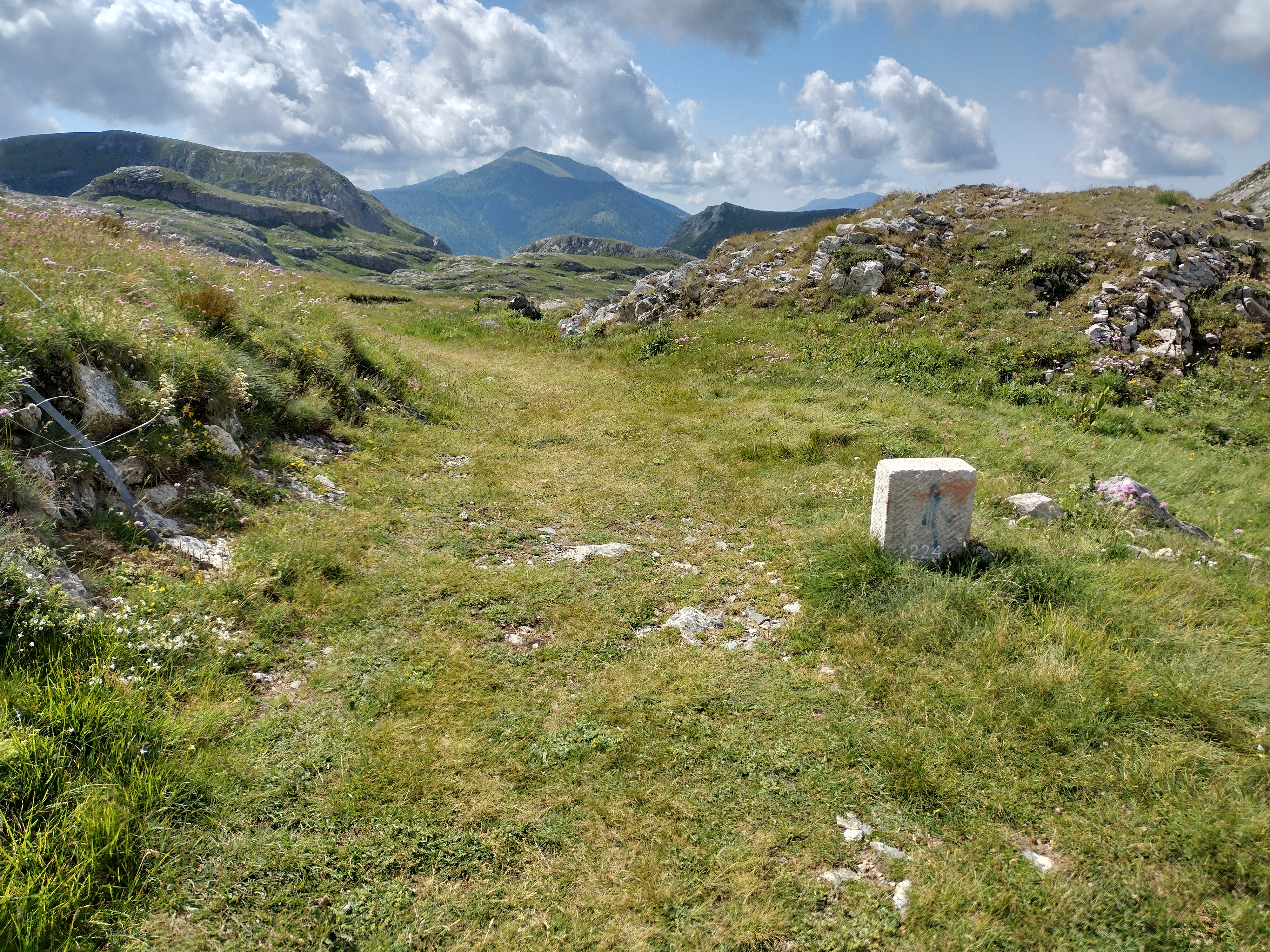
Cippo di confine sul colle

In varie cartine o pubblicazioni il valico viene chiamato Colla Piana di Malaberga, in modo da distinguerlo dalla vicina Colla Malaberga (o Colla Malabera), collocato a 2312 m sullo spartiacque Pesio/Vermenagna. Il valico su alcune vecchie pubblicazioni viene anche indicato come Colla Piana di Malabera. Il toponimo Malabera è una trascrizione errata di Malaberga, il cui significato originario di cattiva capanna viene ricondotto alla presenza nella zona di precipizi e aree rocciose e dirupate.

## Storia
La Colla Piana, che un tempo apparteneva totalmente all'Italia, si trova oggi sul confine con la Francia: il trattato di Parigi in questa zona fa infatti transitare il limite tra le due nazioni sul crinale padano/ligure.
Nei pressi del punto di valico venne costruita nel 1977 la Capanna sociale Morgantini, un rifugio dedicato alla ricerca speleologica e, in particolare, all'esplorazione delle cavità naturali della vicina Conca delle Carsene.

## Geografia

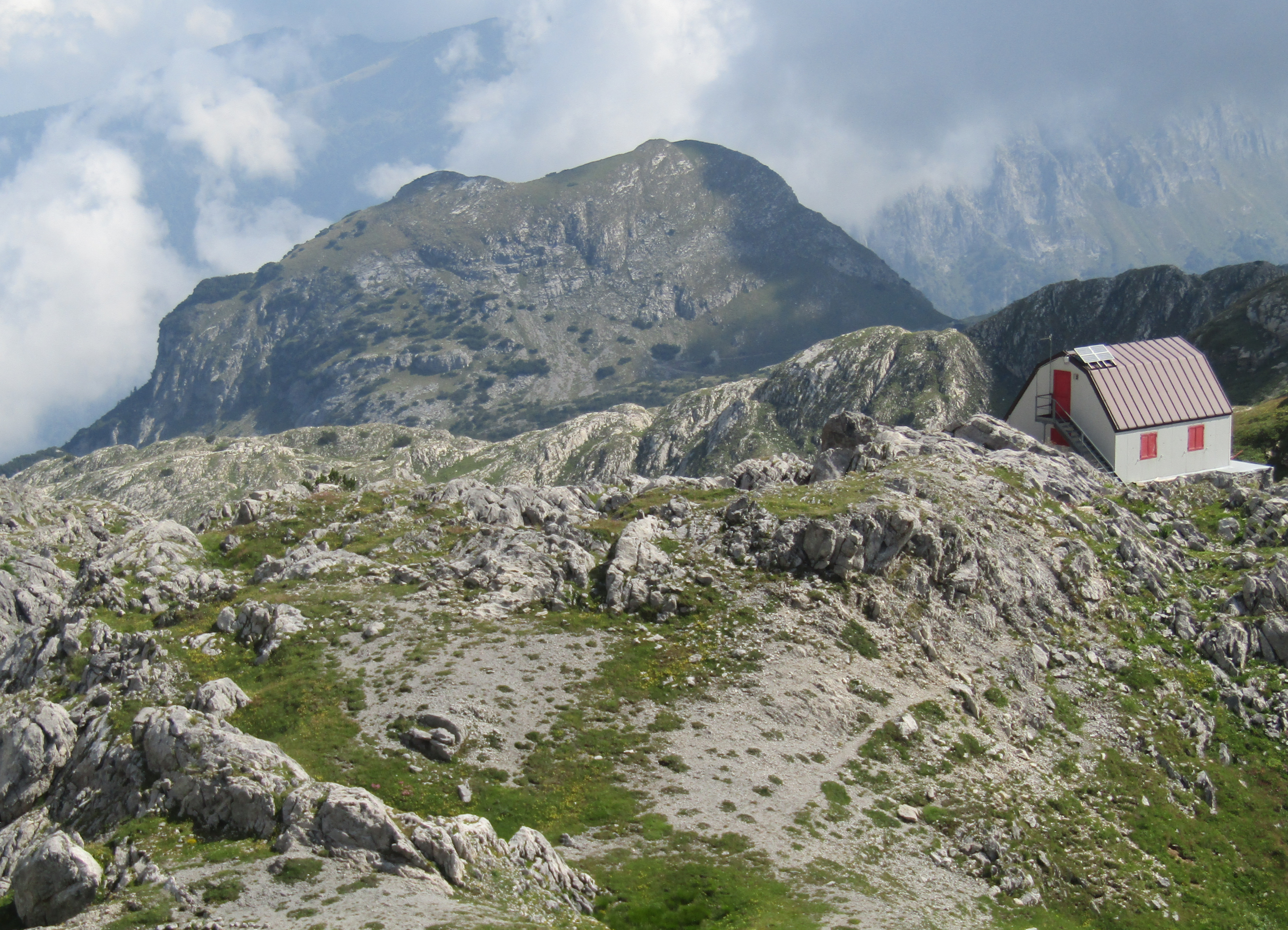
La Capanna Morgantini

Il valico è collocato sulla catena principale alpina ed è situata sullo spartiacque che separa il bacino del Tanaro, e in particolare la Val Pesio (a nord, che in questa zona comprende la Conca delle Carsene) dalla valle Roia. Si apre tra la Testa Ciaudon (a ovest) e la Punta Straldi (a est). Da un punto di vista orografico il colle separa due gruppi alpini, il Gruppo del Marguareis  (a est del colle) e il Gruppo Testa Ciaudon-Cima della Fascia (a ovest).

## Protezione della natura

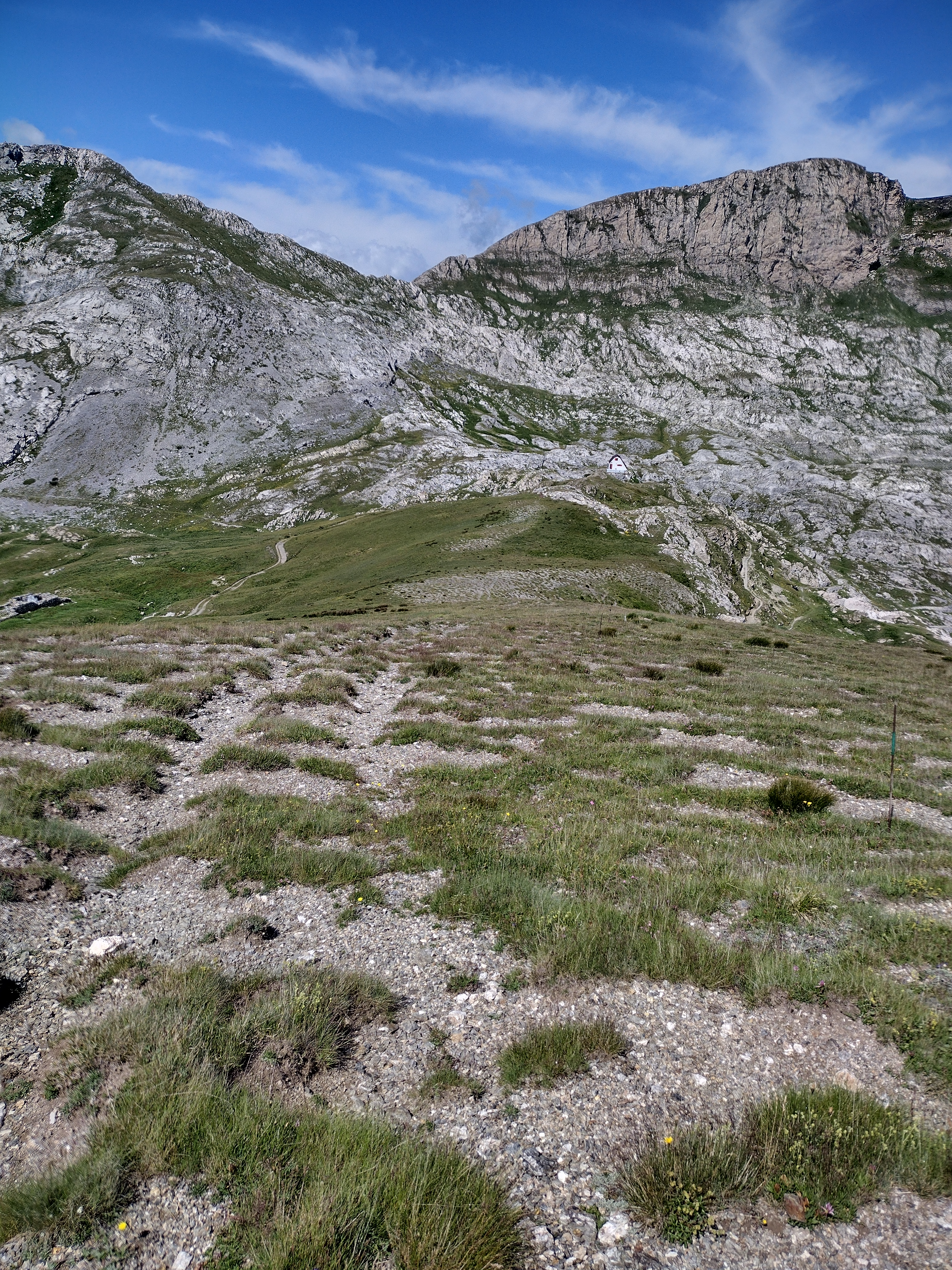
La Colla Malaberga vista dalla Colla Piana

Il versante del valico affacciato sulla Val Pesio fa parte del Parco naturale del Marguareis.

## Accesso
La Colla Piana è raggiungibile con la strada sterrata ex-militare Limone - Monesi, che la collega con il Colle di Tenda e con Monesi di Triora. Per il colle transitano anche vari sentieri e mulattiere e l'itinerario della GtA nella sua tappa tra il Rifugio Garelli e Limonetto.